# زكريا عبد الله
زكريا عبد الله فنان كردي عراقي يعتبر من أشهر الفنانین في كردستان.

## حياته
من مواليد 25 كانون الثاني، ولد في مدينة أربيل في أقليم كردستان وهو فنان معروف في منطقة الشرق الأوسط وخاصة لدى الأكراد لانه يغني باللغة الكردية ولد زكريا عبد الله في أسرة موسيقية كرس معظم طفولته المبكرة للموسيقى.
وفي سنة 1993 ، انتقل زكريا إلى السويد، وبدأ السعي لموسيقاه الوظيفي.
في عام 1998 صدر أول ألبوم للفنان وكان اسم الالبوم «هاتي» (جئتي) وقد لاقى استقبالا حسنا من قبل الجماهير الكردية في جميع أنحاء العالم. وكان الألبوم يعتبرسجل جيد مع مساعدة من الموسيقي الشعبية السويدية.
في نهاية عام 1999صدر الألبوم الثاني «بي گه ري وه» (عد)، هذا الألبوم من إنتاج زكريا للموسيقى الكردية
في عام 2001 أصدر البوم «داية» (الأم) وجاءت هذه كالقنبلة الموقوتة. «داية» خليط جيد من الكردية الشرق الاوسطية
وموسيقى البوب.وتم بيع أكثر من 1,000,000 نسخة من الألبوم[محل شك].
في عام 2002 أصدر زكريا ألبوم «روز كار» (أيام)، وبيعت أكثر من 1500000 نسخة[محل شك].
البوم«روز كار» يتألف من 14 أغنية، وسجل في تركيا
وقد حقق أغنية «نه تبي نم» (إذالا أراك) نجاحا في تركيا.
أقام زكريا حفلات في أوروبا وأمريكا وكندا وأستراليا.
وفي عام 2004 صدر ألبوم «تيليناز» (الجميلة) وفي أكتوبر 2004 بيع أكثر من 3 ملايين نسخة
في جميع أنحاء العالم، البوم تيليناز سجل في تركيا، وكان هذا الألبوم جيدا ومزيجا من الموسيقى الشرقية (أرابيسك)، وموسيقى البوب.
وفي كانون الثاني يناير 2007 أصدر زكريا البوما جديدا بعنوان «كنج وپیر»
(الشاب والشايب)، ويتألف من 12 أغنية.
الموقع الرسمي 